# O Novelo
O Novelo é um filme de drama brasileiro de 2021 dirigido por Cláudia Pinheiro a partir de um roteiro de Nanna de Castro. Produzido pela Parakino Filmes e distribuído pela O2 Filmes, conta a história de cinco irmãos que perderam a mãe muito cedo e um certo dia recebem a notícia que o desconhecido pai pode ter sido encontrado. O filme é protagonizado por Nando Cunha, Rocco Pitanga, Rogério Britto, Sérgio Menezes e Sydney Santiago Kuanza.

## Sinopse
Cinco irmãos que perderam a mãe precocemente acabam sendo criados pelo irmão mais velho. Depois de um certo tempo, quando eles já estão adultos, recebem a notícia de que um homem em coma internado em uma UTI pode ser o pais deles. Na sala de espera de um hospital, os cinco mergulham em conflitos e revisitam memórias enquanto fazem tricô que aprenderam na infância.

## Elenco
- Nando Cunha como Mauro Caldeira
- Rocco Pitanga como Cícero "Cicinho" Caldeira
- Rogério Brito como João Caldeira
- Sérgio Menezes como José Carlos "Zeca" Caldeira
- Sidney Santiago como Cacau Caldeira
- Isabél Zuaa como Alzira Caldeira
- Graça Andrade como Dona Elza
- André Ramiro como Orlando Caldeira
- David Wendefilm como Oliver
- Thais Lago como Jack
- Heloísa Cintra como Sandra
- Lara Córdula como Solange
- Gisele de Prattes como Sueli
- Ana Campos como Amanda
- Guilherme Rodio como Dr. Eduardo
- Lígia Botelho como Dra. Pimentel
- Carol Castro como filha de Cicinho
- Lorena Nunnes como filha de Cicinho

## Produção
O filme é uma adaptação de peça de teatro de mesmo nome escrita por Nanna de Castro e encenada entre os anos de 2009 e 2010. O texto original surgiu da necessidade de se dialogar sobre a complexidade e profundidade do universo masculino, sobretudo de homens negros, sem estereótipos. Na montagem original, o elenco do filme era composto majoritariamente por atores brancos, ao passo que no filme o elenco é quase todo composto por atores negros.
A escolha de Nando Cunha para interpretar o irmão mais velho se deu em 2017 quando a diretora do filme o conheceu pessoalmente no Festival de Gramado, onde ele havia ganhando o prêmio de melhor ator em curta-metragem.

## Lançamento
O filme teve estreia em 15 de agosto de 2021, no Festival de Gramado. Devido a pandemia de COVID-19, o filme foi exibido pelo Canal Brasil que realizou uma parceria com o evento para transmitir as produções selecionados. O lançamento do filme nos cinemas se deu em 26 de novembro de 2021 com distribuição da O2 Filmes.

## Recepção

### Crítica
O Novelo recebeu avaliações positivas por parte dos críticos especializados. Jorge Cruz Jr escreveu ao Apostila de Cinema que "Claudia Pinheiro faz bem essa abordagem panorâmica com um toque de permanência, como se as sequências chegassem a nós como relatos do cotidiano, na parte inicial. Quando a narrativa, tal qual uma embarcação, ancora no mistério sobre a identidade do homem internado, o filme ganha rodagem, amplia nosso interesse e desenvolve bem os elementos de conexão dos protagonistas." Cecília Barroso escreveu ao website Cenas de Cinema que " há alguns diálogos que caem demais justamente pela percepção de um masculino que cai no estereótipo, assim como tanto tempo fizeram com a figura feminina. São várias conversas que deixam isso evidente, mas uma, em especial, chega a irritar, justamente por envolver o outro gênero e tentar arrumar uma desculpa para isso."

### Premiações e indicações
| Ano  | Associações                   | Categoria                    | Recipiente(s)    | Resultado |
| ---- | ----------------------------- | ---------------------------- | ---------------- | --------- |
| 2021 | Festival de Cinema de Gramado | Melhor Filme do Voto Popular | O Novelo         | Venceu    |
| 2021 | Festival de Cinema de Gramado | Menção Honrosa               | Claúdia Pinheiro | Venceu    |
| 2021 | Festival de Cinema de Gramado | Menção Honrosa               | Isabél Zuaa      | Venceu    |
| 2021 | Festival de Cinema de Gramado | Melhor Ator                  | Nando Cunha      | Venceu    |

[carece de fontes?]